# Hartgras
Das Hartgras (Sclerochloa dura) ist eine Pflanzenart aus der Gattung Sclerochloa innerhalb der Familie der Süßgräser (Poaceae).

## Beschreibung

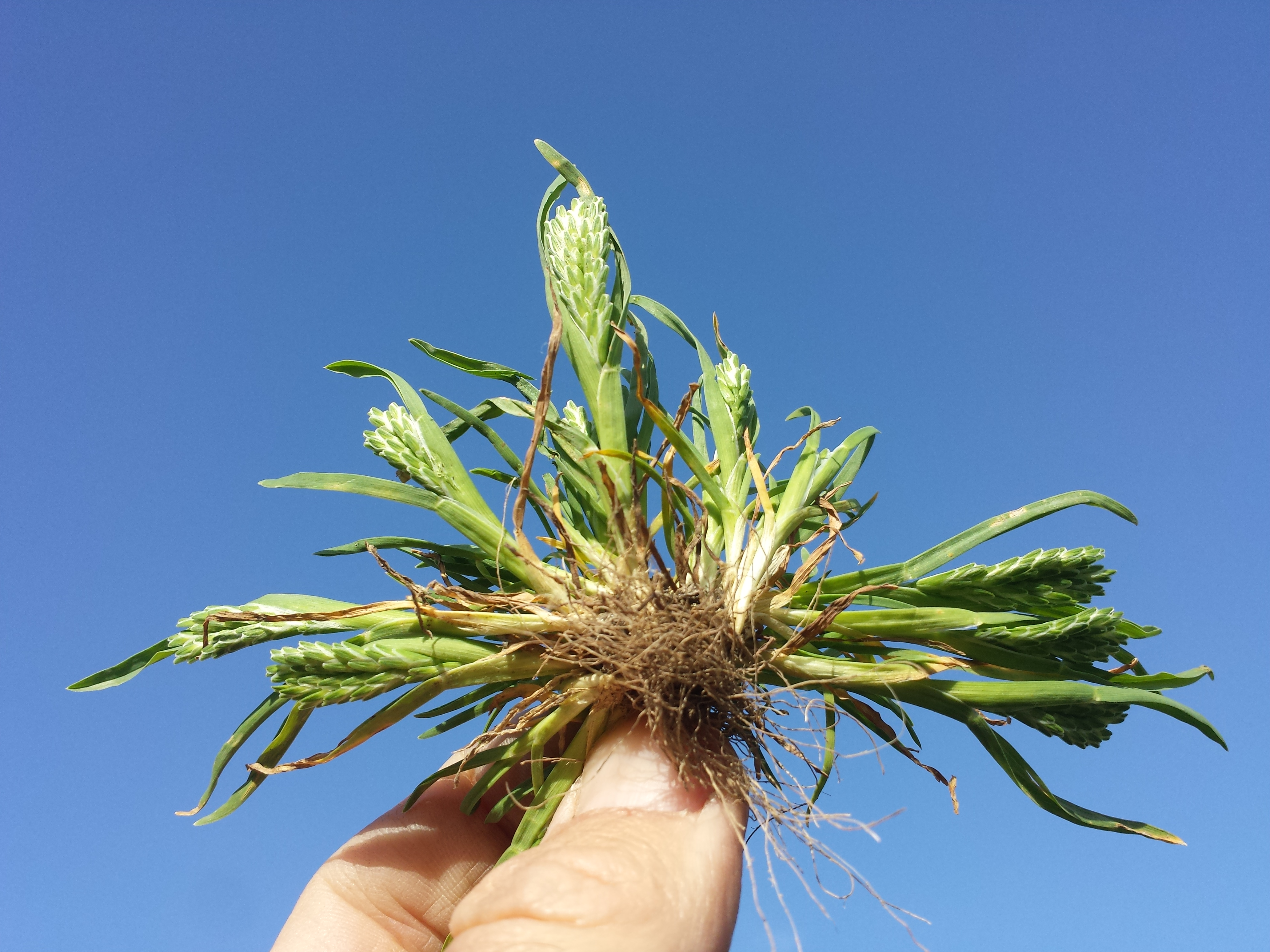
Habitus

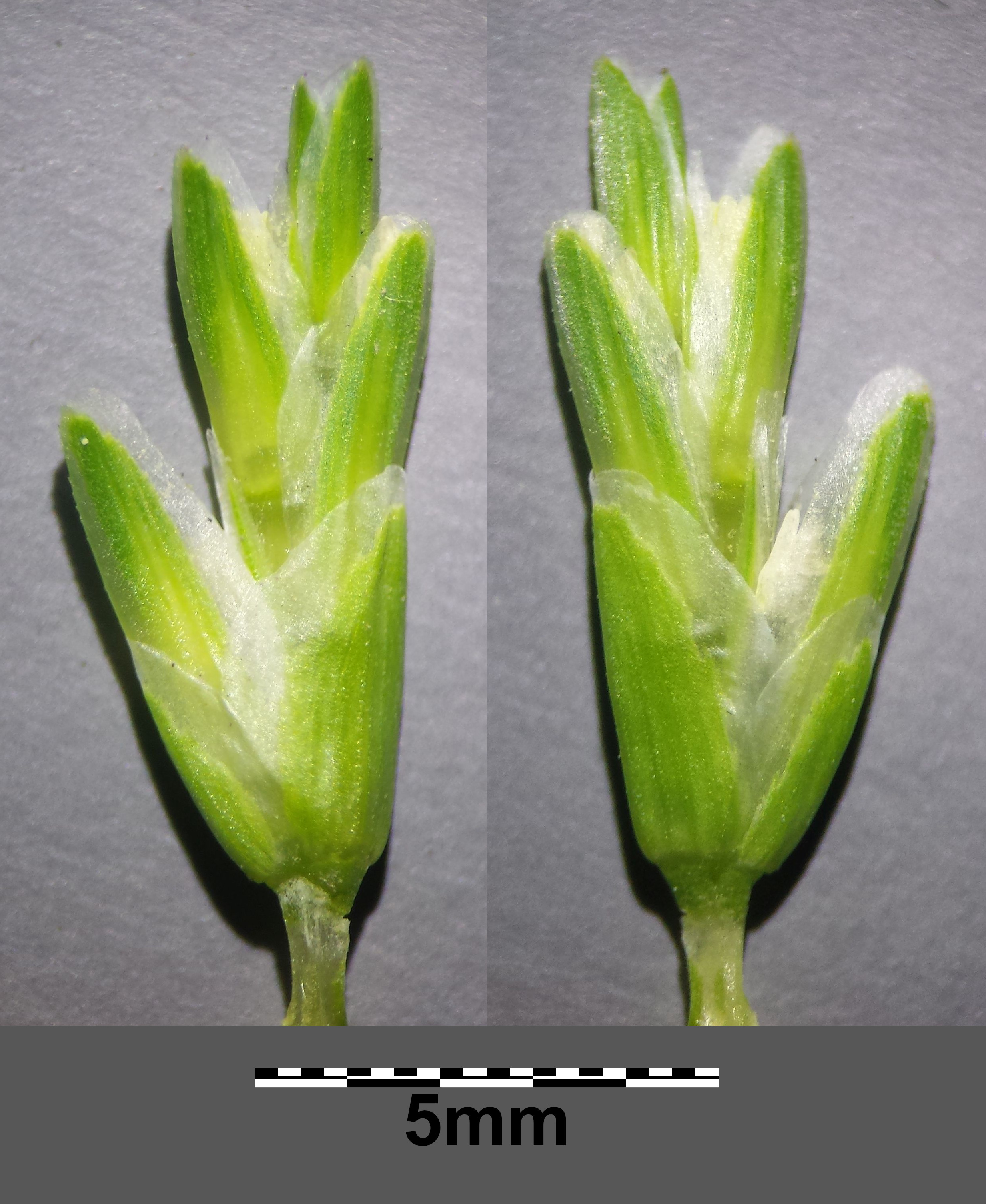
Ährchen

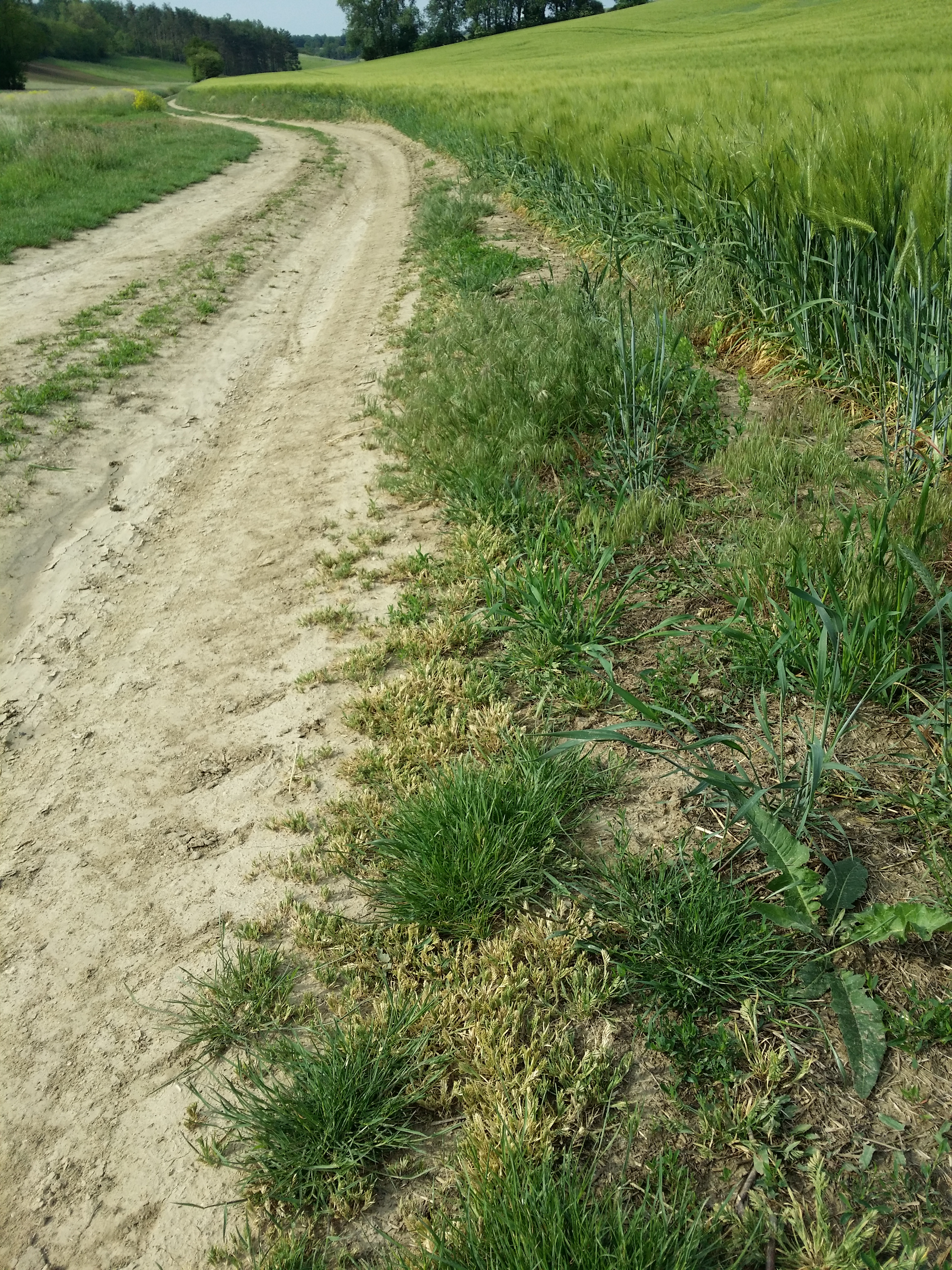
Hartgras am Standort in Niederösterreich

### Vegetative Merkmale
Das Hartgas ist eine einjährige krautige Pflanze, die Wuchshöhen von 2 bis 20 Zentimetern erreicht. Es wächst in kleinen „Büscheln“. Die oberirdischen Pflanzenteile sind graugrün. Die selbstständig aufrechten oder meist gekniet aufsteigenden Halme sind kahl und seitlich zusammengedrückt. Die wechselständig am Halm angeordneten Laubblätter sind in Blattscheide und Blattspreite gegliedert. Die Blattscheiden sind im untersten Drittel oder der untersten Hälfte geschlossen. Das Blatthäutchen ist ein 1,5 bis 3,5 Millimeter langer häutiger Saum. Die Blattspreite ist 1 bis 4 Millimeter breit und als Knospe gefaltet.

### Generative Merkmale
Die Blütezeit reicht von Mai bis Juni. Der 1,5 bis 4 Zentimeter lange, sehr dichte, einseitswendige, ährige rispige Blütenstand ist 1,5 bis 4 Zentimeter lang. Die Seitenäste sind meist nur 1 Zentimeter lang, sehr kurz und dick; sie gehen einzeln und zweizeilig von der zickzackförmigen dreikantigen Hauptachse ab. Die Ährchenstiele sind dick und bis 1 Millimeter lang. Die Ährchen sind drei– bis sechs– bis achtblütig, davon sind die zwei bis drei untersten zwittrig, die darüberstehenden eingeschlechtig oder steril. Die Ährchen sind 6 bis 10 Millimeter lang und seitlich abgeflacht. Die Hüllspelzen sind untereinander ungleich, derbhäutig mit dünnhäutigen Rändern, eiförmig und am oberen Ende abgerundet. Die unterste Deckspelze ist fünf- bis siebennervig und 4,5 bis 7 Millimeter lang, die oberen sind deutlich kürzer. Sie ist breit-lanzettlich, gekielt und am oberen Ende abgerundet. Die Vorspelzen sind zweinervig und so lang wie die Deckspelzen. Es sind drei Staubblätter vorhanden; die Staubbeutel sind 0,8 bis 1,4 Millimeter lang.
Die Chromosomenzahl beträgt 2n = 14.

## Vorkommen
Das Hartgras ist von Europa bis zum nordwestlichen China und zum westlichen Himalaja und außerdem in Nordwest-Afrika weitverbreitet. In Europa kommt das Hartgras besonders in Südeuropa, Südosteuropa und im südlichen Mitteleuropa vor. Es fehlt in Europa nur in den Ländern Portugal, Irland, Großbritannien, Island, Belgien, den Niederlanden, Dänemark, Norwegen, Schweden, Finnland, im Baltikum und in Nordmazedonien. Als Neophyt kommt Sclerochloa dura auch in den Vereinigten Staaten, in Argentinien und im südlichen Australien vor. 
Das Hartgras kommt auf festgetretenen Wegen, auf Schuttstellen und auf trockenem Ödland vor. Es gedeiht auf sommerwarmen, trockenen bis wechseltrockenen, nährstoff- und basenreichen. Humusarmen, dichten und festen Lehm- oder Tonböden. Das Hartgras ist salzertragend und zeigt Sauerstoffarmut des Bodens an. Das Hartgras ist in Mitteleuropa eine Charakterart des Sclerochloo-Polygonetum aus dem Verband Polygonion avicularis.
Die ökologischen Zeigerwerte nach Landolt & al. 2010 sind in der Schweiz: Feuchtezahl F = 2w+ (mäßig trocken, Feuchtigkeit stark wechselnd), Lichtzahl L = 5 (sehr hell), Reaktionszahl R = 4 (neutral bis basisch), Temperaturzahl T = 5 (sehr warm-kollin), Nährstoffzahl N = 3 (mäßig nährstoffarm bis mäßig nährstoffreich), Kontinentalitätszahl K = 4 (subkontinental), Salztoleranz = 1 (salztolerant).

## Taxonomie
Die Erstveröffentlichung erfolgte 1753 unter dem Namen (Basionym) Cynosurus durus durch Carl von Linné als in Species Plantarum, Tomus 1, S. 72. Die Neukombination zu Sclerochloa dura (L.) P.Beauv. wurde 1812 durch Ambroise Marie François Joseph Palisot de Beauvois in Essai d'une nouvelle Agrostographie; ou nouveaux Genres des Graminées; avec figures représentant les caractéres de tous le genres. Imprimerie de Fain. Paris, S. 98 veröffentlicht. Weitere Synonyme für Sclerochloa dura (L.) P.Beauv. sind: Poa dura (L.) Scop., Festuca dura (L.) Vill., Sesleria dura (L.) Kunth.